# Chosen (Webserie)
Chosen (im Titelbild der Serie als CH:OS:EN geschrieben) ist eine US-amerikanische Actionserie. Die Serie wird in den USA über das Online-Streaming-Portal Crackle veröffentlicht. Die erste Staffel, bestehend aus sechs Episoden, wurde komplett am 17. Januar 2013 per Streaming veröffentlicht. Im deutschsprachigen Raum zeigte der Bezahlfernsehsender 13th Street die ersten drei Staffeln vom 2. Februar bis zum 9. März 2015 jeweils mit drei Episoden am Stück. Die deutsche Free-TV-Ausstrahlung fand ab dem 9. Oktober 2015 bei RTL II statt.

## Handlung
Am Beginn der Handlung steht Ian Mitchell, ein Anwalt und Familienvater, der sich gerade von seiner Frau Laura getrennt hat. Eines Morgens erhält er eine Box mit einer Pistole und dem Foto eines ihm unbekannten Mannes, zusammen mit der Aufforderung, diesen innerhalb von drei Tagen zu töten. Sollte er dieser Aufforderung nicht Folge leisten würde er zusammen mit seiner Tochter, die als Geisel gehalten wird, selbst getötet werden. Kurz darauf wird Ian von einem Fremden attackiert. Im Laufe der Staffel findet heraus, dass er von einer mysteriösen Organisation („Die Wächter“) auserwählt wurde, bei einem tödlichen Spiel mitzumachen.

## Hintergrund
Die Umstände im Handlungsablauf und die darin ableitbaren technischen Möglichkeiten sowie soziokulturellen Umstände jener fiktiven Gesellschaft, verweisen im Sinne einer Diegese (der erzählten Welt) auf eine elektronisch-informationell stark vernetzten Welt mit weit entwickelten Möglichkeiten einer elektronischen Überwachung und den spielerischen Neigungen einer ökonomisch unabhängigen, oligarchen Gruppierung, die sich gewissermaßen an modernen Gladiatorenkämpfen erfreut, hierbei in einem weitgehend rechtsfreien Raum manipulativ agiert und die zur Handlung bestimmten Spieler in starke, vital-bedrohliche Appetenz-Aversions-Konflikte oder Ambivalenzkonflikte bringen. Die einzelnen Akteure sind in ihren moralische Prinzipien und Gewissenbildungen aufgefordert, diese inneren Haltungen zugunsten von Handlungsmustern einer psychopathischen und dissozialen Persönlichkeitsstörung aufzulösen.

## Besetzung
- Milo Ventimiglia als Ian Mitchell
- Chad Michael Murray als Jacob Orr
- Nicky Whelan als Laura Mitchell
- Sarah Roemer als Avery Sharp
- Brandon Routh als Max Gregory
- Caitlin Carmichael als Ellie Mitchell
- Diedrich Bader als Daniel Easton
- Rose McGowan als Josie Acosta
- Brett Davern als Paul

## Serienübersicht
| Staffel | Episodenanzahl | Erstmalige Ausstrahlung |
| ------- | -------------- | ----------------------- |
| 1       | 6              | 17. Januar 2013         |
| 2       | 6              | 12. Dezember 2013       |
| 3       | 6              | 15. April 2014          |

## Episodenliste
Hauptartikel: Chosen (Webserie)/Episodenliste